# 陸樹聲
陸樹聲（1509年—1605年），字與吉，一字維吉，號平泉，又號無諍居士、長水漁隱、適園主人、九山山人、大歇生等，直隶華亭朱家村（今上海市青浦區朱家角鎮）人，明朝政治人物，進士出身。

## 生平
本姓林，少時種田，有空便讀書，嘉靖十九年（1540年）中式庚子科應天鄉試第五名舉人，嘉靖二十年（1541年）联捷會試第一，殿試位列二甲第四名，復姓陸。改庶吉士，二十四年十二月服阕授編修。嘉靖三十一年（1552年）回乡，後被起用为南京国子监司业，四十三年五月升左春坊左谕德掌南京翰林院事，十月回坊，仍兼翰林院侍读、管理诰敕，四十四年十月升太常寺卿、管南京国子监祭酒事，四十五年十一月升吏部右侍郎、兼翰林院学士，隆慶元年（1567年）四月以疾不能赴任，乞在籍调理。二年三月起原职，七月称病不能赴任，三年四月准回籍调治养病，十二月起復，恢復陸姓，以原官掌詹事府事，教习庶吉士，四年四月称疾不能赴官，仍赐之告假。
萬曆即位，隆慶六年（1572年）七月起升禮部尚書、兼翰林院学士，万历元年（1573年）赴任，十二月五疏乞休，赐驰驿回籍，病痊起用。万历三十三年七月卒，享年九十七，贈太子太保，諡文定。

## 事迹
陆树声的同乡徐阶与同年高拱先後为首辅，他无意逢迎，多次称病辞官不就，反倒使他的声望和影响力大为提升。张居正当国，欲加以结纳，用後进之礼主动上门拜谒，陆树声却不假辞色，使张居正失望而归。
後因个性刚直，得罪宦官，遭到宦官以小手段戏辱，连上几疏辞官。张居正告訴其弟陸樹德說：“朝廷就要任用平泉为相了。”暗示要其留任。陆树声得知後说：“一个史官，曾离开朝廷二十年，难道还希求宰相之位吗？以虚假的礼遇笼络我，有何益处？”不久，终辞官归里。

## 著作
善飲茶，著有《茶寮記》、《煎茶七類》。又有《清暑笔谈》等，收於《陸文定公集》。

## 佚闻
《枣林杂俎》载其告归南还，与某举人争舟谦让之事。。

## 親屬
曾祖陸庭訓。祖父陸蘭，義官。父林鹄（1490年-1552年），字九霄，别号志梅，本姓陆，林为母姓。母沈氏（1488年-1534年）。严侍下。兄林樹芳。弟林樹德。
元配李氏（1511年-1567年），封孺人，無子。撫养族子陆塏，聘乡進士隺塘王君女。侧室生二子：彦章、彦卿。彦章聘工部都水司郎中華麓姚君女。五女，長女嫁贵州巡抚张鹗翼子张秉介、次女夭折、次嫁陕西按察使莫如忠子莫是魁、次許乡進士海石杨君子杨继禹、次許歸德府推官渐川钱君子钱传缙。
其弟為陸樹德。其子陆彦章，万历十七年己丑科进士，官至南京刑部右侍郎。其孫陸慶曾因捲入丁酉科場案被清廷流放至尚陽堡。